# El Arrozal
El Arrozal är en ort i Mexiko.   Den ligger i kommunen Hidalgotitlán och delstaten Veracruz, i den sydöstra delen av landet, 500 km öster om huvudstaden Mexico City. El Arrozal ligger 18 meter över havet och antalet invånare är 189.
Terrängen runt El Arrozal är mycket platt. Runt El Arrozal är det ganska glesbefolkat, med 29 invånare per kvadratkilometer. Närmaste större samhälle är Hidalgotitlán, 3,1 km norr om El Arrozal. Trakten runt El Arrozal består till största delen av jordbruksmark.